# Enya/Diskografie
Diese Diskografie ist eine Übersicht über die musikalischen Werke der irischen New-Age-Musikerin, Sängerin und Songwriterin Enya. Den Quellenangaben und Schallplattenauszeichnungen zufolge hat sie bisher mehr als 78,6 Millionen Tonträger verkauft und gehört somit zu den Interpretinnen mit den meistverkauften Tonträgern weltweit. Ihre erfolgreichste Veröffentlichung ist das fünfte Studioalbum A Day Without Rain mit über 16 Millionen verkauften Einheiten.

## Alben

### Studioalben
| Jahr | Titel Musiklabel                                   | Höchstplatzierung, Gesamtwochen, AuszeichnungChartplatzierungen (Jahr, Titel, Musiklabel, Platzierungen, Wochen, Auszeichnungen, Anmerkungen) | Höchstplatzierung, Gesamtwochen, AuszeichnungChartplatzierungen (Jahr, Titel, Musiklabel, Platzierungen, Wochen, Auszeichnungen, Anmerkungen) | Höchstplatzierung, Gesamtwochen, AuszeichnungChartplatzierungen (Jahr, Titel, Musiklabel, Platzierungen, Wochen, Auszeichnungen, Anmerkungen) | Höchstplatzierung, Gesamtwochen, AuszeichnungChartplatzierungen (Jahr, Titel, Musiklabel, Platzierungen, Wochen, Auszeichnungen, Anmerkungen) | Höchstplatzierung, Gesamtwochen, AuszeichnungChartplatzierungen (Jahr, Titel, Musiklabel, Platzierungen, Wochen, Auszeichnungen, Anmerkungen) | Höchstplatzierung, Gesamtwochen, AuszeichnungChartplatzierungen (Jahr, Titel, Musiklabel, Platzierungen, Wochen, Auszeichnungen, Anmerkungen) | Anmerkungen                                                                                    |
| Jahr | Titel Musiklabel                                   | DE | AT | CH | UK | US | IE | Anmerkungen                                                                                    |
| ---- | -------------------------------------------------- | --- | --- | --- | --- | --- | --- | ---------------------------------------------------------------------------------------------- |
| 1986 | Enya auch bekannt als: The Celts BBC Records (WMG) | DE70 Gold · (9 Wo.)DE | — | — | UK10 Platin · (29 Wo.)UK | US— ×2DoppelplatinUS | — | Erstveröffentlichung: 1986 (Enya) Erstveröffentlichung: 1987 (The Celts) Verkäufe: + 8.500.000 |
| 1988 | Watermark WEA Records (WMG)                        | DE6 Platin · (18 Wo.)DE | AT15 (8 Wo.)AT | CH1 Platin · (17 Wo.)CH | UK5 ×4Vierfachplatin · (99 Wo.)UK | US25 ×4Vierfachplatin · (39 Wo.)US | — | Erstveröffentlichung: 19. September 1988 Verkäufe: + 8.220.000                                 |
| 1991 | Shepherd Moons WEA Records (WMG)                   | DE21 Gold · (21 Wo.)DE | AT31 (12 Wo.)AT | CH13 Gold · (14 Wo.)CH | UK1 ×4Vierfachplatin · (110 Wo.)UK | US17 ×5Fünffachplatin · (238 Wo.)US | IE— PlatinIE | Erstveröffentlichung: 31. Oktober 1991 Verkäufe: + 13.000.000                                  |
| 1995 | The Memory of Trees WEA Records (WMG)              | DE4 Gold · (36 Wo.)DE | AT3 Platin · (16 Wo.)AT | CH3 (24 Wo.)CH | UK5 ×2Doppelplatin · (31 Wo.)UK | US9 ×3Dreifachplatin · (66 Wo.)US | — | Erstveröffentlichung: 17. November 1995 Verkäufe: + 6.350.000                                  |
| 2000 | A Day Without Rain WEA Records (WMG)               | DE1 ×3Dreifachplatin · (65 Wo.)DE | AT1 Platin · (51 Wo.)AT | CH2 ×2Doppelplatin · (55 Wo.)CH | UK6 ×2Doppelplatin · (21 Wo.)UK | US2 ×7Siebenfachplatin · (103 Wo.)US | IE7 (28 Wo.)IE | Erstveröffentlichung: 11. November 2000 Verkäufe: + 16.000.000                                 |
| 2005 | Amarantine Warner Music (WMG)                      | DE3 ×2Doppelplatin · (30 Wo.)DE | AT4 (26 Wo.)AT | CH3 ×2Doppelplatin · (29 Wo.)CH | UK8 Platin (Reprise) + Silber (Warner Records) · (18 Wo.)UK                                                                                   | US6 Platin · (33 Wo.)US | IE15 ×2Doppelplatin · (15 Wo.)IE | Erstveröffentlichung: 18. November 2005 Verkäufe: + 3.095.000                                  |
| 2008 | And Winter Came… Warner Music (WMG)                | DE3 ×3Dreifachgold · (21 Wo.)DE | AT6 Gold · (17 Wo.)AT | CH3 Platin · (19 Wo.)CH | UK6 Gold · (14 Wo.)UK | US8 Gold · (29 Wo.)US | IE13 Platin · (14 Wo.)IE | Erstveröffentlichung: 7. November 2008 Verkäufe: + 2.023.000                                   |
| 2015 | Dark Sky Island Warner Music (WMG)                 | DE3 Gold · (23 Wo.)DE | AT6 (12 Wo.)AT | CH2 Gold · (21 Wo.)CH | UK4 Gold · (19 Wo.)UK | US8 (9 Wo.)US | IE7 (10 Wo.)IE | Erstveröffentlichung: 20. November 2015 Verkäufe: + 903.000                                    |

grau schraffiert: keine Chartdaten aus diesem Jahr verfügbar

### Kompilationen
| Jahr | Titel Musiklabel                                        | Höchstplatzierung, Gesamtwochen, AuszeichnungChartplatzierungen (Jahr, Titel, Musiklabel, Platzierungen, Wochen, Auszeichnungen, Anmerkungen) | Höchstplatzierung, Gesamtwochen, AuszeichnungChartplatzierungen (Jahr, Titel, Musiklabel, Platzierungen, Wochen, Auszeichnungen, Anmerkungen) | Höchstplatzierung, Gesamtwochen, AuszeichnungChartplatzierungen (Jahr, Titel, Musiklabel, Platzierungen, Wochen, Auszeichnungen, Anmerkungen) | Höchstplatzierung, Gesamtwochen, AuszeichnungChartplatzierungen (Jahr, Titel, Musiklabel, Platzierungen, Wochen, Auszeichnungen, Anmerkungen) | Höchstplatzierung, Gesamtwochen, AuszeichnungChartplatzierungen (Jahr, Titel, Musiklabel, Platzierungen, Wochen, Auszeichnungen, Anmerkungen) | Höchstplatzierung, Gesamtwochen, AuszeichnungChartplatzierungen (Jahr, Titel, Musiklabel, Platzierungen, Wochen, Auszeichnungen, Anmerkungen) | Anmerkungen                                                  |
| Jahr | Titel Musiklabel                                        | DE | AT | CH | UK | US | IE | Anmerkungen                                                  |
| ---- | ------------------------------------------------------- | --- | --- | --- | --- | --- | --- | ------------------------------------------------------------ |
| 1997 | Paint the Sky with Stars: The Best Of WEA Records (WMG) | DE5 Platin · (48 Wo.)DE | AT3 Platin · (37 Wo.)AT | CH7 Platin · (25 Wo.)CH | UK4 ×2Doppelplatin · (33 Wo.)UK | US30 ×4Vierfachplatin · (40 Wo.)US | IE48 (40 Wo.)IE | Erstveröffentlichung: 31. Oktober 1997 Verkäufe: + 8.900.000 |
| 2009 | The Very Best Of Warner Music (WMG)                     | DE19 Gold · (17 Wo.)DE | AT18 (10 Wo.)AT | CH8 (20 Wo.)CH | UK32 Platin · (7 Wo.)UK | US55 (13 Wo.)US | IE22 Gold · (11 Wo.)IE | Erstveröffentlichung: 20. November 2009 Verkäufe: + 562.500  |
| 2019 | Christmas Secrets Rhino Records • Warner Music (WMG)    | — | — | — | — | — | — | Erstveröffentlichung: 6. Dezember 2019                       |

grau schraffiert: keine Chartdaten aus diesem Jahr verfügbar

### Soundtracks
| Jahr | Titel Musiklabel                                       | Anmerkungen                                                  |
| ---- | ------------------------------------------------------ | ------------------------------------------------------------ |
| 1985 | Der Märchenprinz Spectrum Music (Polygram)             | Erstveröffentlichung: 1985                                   |
| 2001 | Themes from Calmi Cuori Appassionati WEA Records (WMG) | Erstveröffentlichung: 24. Oktober 2001 Verkäufe: + 1.000.000 |

### EPs
| Jahr | Titel Musiklabel                             | Anmerkungen                            |
| ---- | -------------------------------------------- | -------------------------------------- |
| 1989 | 6 Tracks WEA Records (WMG)                   | Erstveröffentlichung: 25. Mai 1989     |
| 1990 | Orinoco Flow – 3 Tracks EP WEA Records (WMG) | Erstveröffentlichung: 25. Juni 1990    |
| 1994 | The Christmas EP WEA Records (WMG)           | Erstveröffentlichung: 4. November 1994 |

## Singles

### Als Leadmusikerin
| Jahr | Titel Album                                    | Höchstplatzierung, Gesamtwochen, AuszeichnungChartplatzierungen (Jahr, Titel, Album, Platzierungen, Wochen, Auszeichnungen, Anmerkungen) | Höchstplatzierung, Gesamtwochen, AuszeichnungChartplatzierungen (Jahr, Titel, Album, Platzierungen, Wochen, Auszeichnungen, Anmerkungen) | Höchstplatzierung, Gesamtwochen, AuszeichnungChartplatzierungen (Jahr, Titel, Album, Platzierungen, Wochen, Auszeichnungen, Anmerkungen) | Höchstplatzierung, Gesamtwochen, AuszeichnungChartplatzierungen (Jahr, Titel, Album, Platzierungen, Wochen, Auszeichnungen, Anmerkungen) | Höchstplatzierung, Gesamtwochen, AuszeichnungChartplatzierungen (Jahr, Titel, Album, Platzierungen, Wochen, Auszeichnungen, Anmerkungen) | Höchstplatzierung, Gesamtwochen, AuszeichnungChartplatzierungen (Jahr, Titel, Album, Platzierungen, Wochen, Auszeichnungen, Anmerkungen) | Anmerkungen                                                                                 |
| Jahr | Titel Album                                    | DE | AT | CH | UK | US | IE | Anmerkungen                                                                                 |
| --- | ---------------------------------------------- | --- | --- | --- | --- | --- | --- | ------------------------------------------------------------------------------------------- |
| 1987 | I Want Tomorrow Enya                           | — | — | — | — | — | — | Erstveröffentlichung: Januar 1987                                                           |
| 1988 | Orinoco Flow (Sail Away) Watermark             | DE2 (18 Wo.)DE | AT8 (14 Wo.)AT | CH1 (15 Wo.)CH | UK1 Gold · (13 Wo.)UK | US24 (17 Wo.)US | IE1 (8 Wo.)IE | Erstveröffentlichung: 3. Oktober 1988 Verkäufe: + 445.000                                   |
| 1988 | Evening Falls… Watermark                       | — | — | — | UK20 (4 Wo.)UK | — | IE3 (3 Wo.)IE | Erstveröffentlichung: Dezember 1988                                                         |
| 1989 | Storms in Africa Watermark                     | — | — | — | UK41 (4 Wo.)UK | — | IE12 (2 Wo.)IE | Erstveröffentlichung: Februar 1989                                                          |
| 1989 | Oíche chiún (Silent Night) 6 Tracks            | — | — | — | — | — | — | Erstveröffentlichung: 10. November 1989 Original: Traditional – Stille Nacht, heilige Nacht |
| 1991 | Exile Watermark                                | — | — | — | — | — | — | Erstveröffentlichung: 25. Juli 1991                                                         |
| 1991 | Caribbean Blue Shepherd Moons                  | DE50 (7 Wo.)DE | — | CH32 (2 Wo.)CH | UK13 Silber · (7 Wo.)UK | US79 (8 Wo.)US | IE8 (6 Wo.)IE | Erstveröffentlichung: 7. Oktober 1991 Verkäufe: + 280.000                                   |
| 1991 | How Can I Keep from Singing? Shepherd Moons    | — | — | — | UK32 (5 Wo.)UK | — | IE19 (3 Wo.)IE | Erstveröffentlichung: November 1991                                                         |
| 1992 | Book of Days Shepherd Moons                    | — | — | — | UK10 (6 Wo.)UK | — | IE12 (5 Wo.)IE | Erstveröffentlichung: 20. Juli 1992                                                         |
| 1992 | The Celts Enya                                 | — | — | — | UK29 (4 Wo.)UK | — | — | Erstveröffentlichung: November 1992                                                         |
| 1993 | Marble Halls Shepherd Moons                    | — | — | — | — | — | — | Erstveröffentlichung: Dezember 1993                                                         |
| 1995 | Anywhere Is The Memory of Trees                | DE44 (15 Wo.)DE | AT8 (11 Wo.)AT | — | UK7 Silber · (13 Wo.)UK | — | IE8 (9 Wo.)IE | Erstveröffentlichung: 3. November 1995 Verkäufe: + 200.000                                  |
| 1996 | On My Way Home The Memory of Trees             | — | — | — | UK26 (2 Wo.)UK | — | — | Erstveröffentlichung: 17. Mai 1996                                                          |
| 1997 | Only If… Paint the Sky with Stars: The Best Of | DE68 (9 Wo.)DE | — | — | UK43 (2 Wo.)UK | US88 (3 Wo.)US | — | Erstveröffentlichung: 3. November 1997                                                      |
| 2000 | Only Time A Day Without Rain                   | DE1 ×3Dreifachgold · (26 Wo.)DE | AT2 Gold · (22 Wo.)AT | CH1 Gold · (30 Wo.)CH | UK32 Gold · (4 Wo.)UK | US10 (32 Wo.)US | IE58 a (6 Wo.)IE | Erstveröffentlichung: 3. November 2000 Verkäufe: + 1.345.000                                |
| 2001 | Wild Child A Day Without Rain                  | — | — | — | UK72 (1 Wo.)UK | — | — | Erstveröffentlichung: 19. März 2001                                                         |
| 2001 | May It Be Only Time – The Collection           | DE1 (15 Wo.)DE | AT12 (15 Wo.)AT | CH24 (14 Wo.)CH | UK50 Silber · (2 Wo.)UK | — | IE30 (5 Wo.)IE | Erstveröffentlichung: 10. Dezember 2001 Verkäufe: + 230.000                                 |
| 2005 | Amarantine                                     | DE47 (9 Wo.)DE | AT31 (9 Wo.)AT | CH39 (14 Wo.)CH | UK53 (1 Wo.)UK | — | IE50 (1 Wo.)IE | Erstveröffentlichung: 24. Oktober 2005                                                      |
| 2006 | It’s in the Rain Amarantine                    | — | — | — | — | — | — | Erstveröffentlichung: 28. August 2006                                                       |
| 2008 | Trains and Winter Rains And Winter Came…       | — | — | — | — | — | — | Erstveröffentlichung: 30. September 2008                                                    |
| 2008 | White Is in the Winter Night And Winter Came…  | — | — | — | — | — | — | Erstveröffentlichung: 4. November 2008                                                      |
| 2015 | Echoes in Rain Dark Sky Island                 | — | — | — | — | — | — | Erstveröffentlichung: 9. Oktober 2015                                                       |
| 2016 | Even in the Shadows Dark Sky Island            | — | — | — | — | — | — | Erstveröffentlichung: 22. Februar 2016                                                      |
| Folgende Lieder erschienen nicht als Single, wurden aber durch das Album zum Download und Streaming bereitgestellt und konnten somit eine Platzierung erlangen: |                                                | | | | | | |                                                                                             |
| |                                                | | | | | | |                                                                                             |
| 2008 | And Winter Came…                               | — | — | CH51 (2 Wo.)CH | — | — | — | Charteinstieg: 30. November 2008                                                            |

### Als Gastmusikerin
| Jahr | Titel Album                     | Höchstplatzierung, Gesamtwochen, AuszeichnungChartplatzierungen (Jahr, Titel, Album, Platzierungen, Wochen, Auszeichnungen, Anmerkungen) | Höchstplatzierung, Gesamtwochen, AuszeichnungChartplatzierungen (Jahr, Titel, Album, Platzierungen, Wochen, Auszeichnungen, Anmerkungen) | Höchstplatzierung, Gesamtwochen, AuszeichnungChartplatzierungen (Jahr, Titel, Album, Platzierungen, Wochen, Auszeichnungen, Anmerkungen) | Höchstplatzierung, Gesamtwochen, AuszeichnungChartplatzierungen (Jahr, Titel, Album, Platzierungen, Wochen, Auszeichnungen, Anmerkungen) | Höchstplatzierung, Gesamtwochen, AuszeichnungChartplatzierungen (Jahr, Titel, Album, Platzierungen, Wochen, Auszeichnungen, Anmerkungen) | Höchstplatzierung, Gesamtwochen, AuszeichnungChartplatzierungen (Jahr, Titel, Album, Platzierungen, Wochen, Auszeichnungen, Anmerkungen) | Anmerkungen                                                                                   |
| Jahr | Titel Album                     | DE | AT | CH | UK | US | IE | Anmerkungen                                                                                   |
| ---- | ------------------------------- | --- | --- | --- | --- | --- | --- | --------------------------------------------------------------------------------------------- |
| 2004 | I Don’t Wanna Know Hurt No More | DE1 Gold · (15 Wo.)DE | AT6 (20 Wo.)AT | CH2 (25 Wo.)CH | UK1 Silber (Physisch) + Silber (Digital) · (17 Wo.)UK                                                                                    | US2 Platin · (30 Wo.)US | IE2 (15 Wo.)IE | Erstveröffentlichung: 16. März 2004 Verkäufe: + 1.630.000; Mario Winans feat. P. Diddy & Enya |
| 2004 | You Should Really Know –        | — | AT41 (7 Wo.)AT | — | UK8 (8 Wo.)UK | — | IE25 (6 Wo.)IE | Erstveröffentlichung: 30. August 2004 The Pirates feat. Shola Ama, Naila Boss, Enya & Ishani  |
| 2016 | Dive –                          | — | — | — | — | — | — | Erstveröffentlichung: 8. April 2016 Salvatore feat. Alex Aris & Enya                          |

## Videoalben und Musikvideos

### Videoalben
| Jahr | Titel Musiklabel                       | Höchstplatzierung, Gesamtwochen, AuszeichnungChartplatzierungen (Jahr, Titel, Musiklabel, Platzierungen, Wochen, Auszeichnungen, Anmerkungen) | Höchstplatzierung, Gesamtwochen, AuszeichnungChartplatzierungen (Jahr, Titel, Musiklabel, Platzierungen, Wochen, Auszeichnungen, Anmerkungen) | Höchstplatzierung, Gesamtwochen, AuszeichnungChartplatzierungen (Jahr, Titel, Musiklabel, Platzierungen, Wochen, Auszeichnungen, Anmerkungen) | Höchstplatzierung, Gesamtwochen, AuszeichnungChartplatzierungen (Jahr, Titel, Musiklabel, Platzierungen, Wochen, Auszeichnungen, Anmerkungen) | Höchstplatzierung, Gesamtwochen, AuszeichnungChartplatzierungen (Jahr, Titel, Musiklabel, Platzierungen, Wochen, Auszeichnungen, Anmerkungen) | Höchstplatzierung, Gesamtwochen, AuszeichnungChartplatzierungen (Jahr, Titel, Musiklabel, Platzierungen, Wochen, Auszeichnungen, Anmerkungen) | Anmerkungen                             |
| Jahr | Titel Musiklabel                       | DE | AT | CH | UK | US | IE | Anmerkungen                             |
| ---- | -------------------------------------- | --- | --- | --- | --- | --- | --- | --------------------------------------- |
| 1991 | Moonshadows WEA Records (WMG)          | — | — | — | — | — | — | Erstveröffentlichung: 25. November 1991 |
| 2001 | The Video Collection WEA Records (WMG) | — | — | — | UK7 (15 Wo.)UK | — | — | Erstveröffentlichung: 29. Oktober 2001  |

grau schraffiert: keine Chartdaten aus diesem Jahr verfügbar

### Musikvideos
| Jahr | Titel                        | Regie             |
| ---- | ---------------------------- | ----------------- |
| 1986 | Boadicea                     |                   |
| 1987 | I Want Tomorrow              | David Richardson  |
| 1987 | Aldebaran                    | David Richardson  |
| 1988 | Orinoco Flow (Sail Away)     | Michael Geoghegan |
| 1988 | Evening Falls…               | Michael Geoghegan |
| 1988 | Na laetha geal m’óige        |                   |
| 1988 | On Your Shore                |                   |
| 1988 | Oíche chiún (Silent Night)   |                   |
| 1989 | Storms in Africa             | Michael Geoghegan |
| 1991 | Moonshadows                  | Michael Geoghegan |
| 1991 | Exile                        | Michael Geoghegan |
| 1991 | Caribbean Blue               | Michael Geoghegan |
| 1991 | How Can I Keep from Singing? |                   |
| 1992 | Book of Days                 | Michael Geoghegan |
| 1993 | The Celts                    | Michael Geoghegan |
| 1994 | Marble Halls                 |                   |
| 1995 | Anywhere Is                  | David Scheinman   |
| 1996 | On My Way Home               | Rob Dickins       |
| 1997 | Only If…                     | Dan Nathan        |
| 2000 | Only Time                    | Graham Fink       |
| 2001 | Wild Child                   | Graham Fink       |
| 2002 | May It Be                    | Peter Nydrie      |
| 2005 | Amarantine                   | Tim Royes         |
| 2006 | It’s in the Rain             | Tim Royes         |
| 2008 | Trains and Winter Rains      | Rob O’Connor      |
| 2015 | Echoes in Rain               | K. Nakagawa       |
| 2015 | So I Could Find My Way       | K. Nakagawa       |

## Autorenbeteiligungen
Enya als Autorin in den Charts

| Jahr | Titel Interpretation                               | Höchstplatzierung, Gesamtwochen, AuszeichnungChartplatzierungen (Jahr, Titel, Interpretation, Platzierungen, Wochen, Auszeichnungen, Anmerkungen) | Höchstplatzierung, Gesamtwochen, AuszeichnungChartplatzierungen (Jahr, Titel, Interpretation, Platzierungen, Wochen, Auszeichnungen, Anmerkungen) | Höchstplatzierung, Gesamtwochen, AuszeichnungChartplatzierungen (Jahr, Titel, Interpretation, Platzierungen, Wochen, Auszeichnungen, Anmerkungen) | Höchstplatzierung, Gesamtwochen, AuszeichnungChartplatzierungen (Jahr, Titel, Interpretation, Platzierungen, Wochen, Auszeichnungen, Anmerkungen) | Höchstplatzierung, Gesamtwochen, AuszeichnungChartplatzierungen (Jahr, Titel, Interpretation, Platzierungen, Wochen, Auszeichnungen, Anmerkungen) | Höchstplatzierung, Gesamtwochen, AuszeichnungChartplatzierungen (Jahr, Titel, Interpretation, Platzierungen, Wochen, Auszeichnungen, Anmerkungen) | Anmerkungen                                                 |
| Jahr | Titel Interpretation                               | DE | AT | CH | UK | US | IE | Anmerkungen                                                 |
| --- | -------------------------------------------------- | --- | --- | --- | --- | --- | --- | ----------------------------------------------------------- |
| 1996 | Ready or Not Fugees                                | DE8 Gold · (15 Wo.)DE | AT17 (12 Wo.)AT | CH23 (10 Wo.)CH | UK1 Platin · (15 Wo.)UK | US— PlatinUS | IE2 (11 Wo.)IE | Erstveröffentlichung: 29. August 1996 Verkäufe: + 1.950.000 |
| Folgende Lieder erschienen nicht als Single, wurden aber durch das Album zum Download und Streaming bereitgestellt und konnten somit eine Platzierung erlangen: |                                                    | | | | | | |                                                             |
| |                                                    | | | | | | |                                                             |
| 2022 | Creepin’ Metro Boomin feat. 21 Savage & The Weeknd | DE10 Gold · (37 Wo.)DE | AT13 (26 Wo.)AT | CH6 Platin · (47 Wo.)CH | UK7 Platin · (27 Wo.)UK | US3 ×2Doppelplatin · (47 Wo.)US | IE8 (12 Wo.)IE | Charteinstieg: 11. Dezember 2022 Verkäufe: + 3.793.333      |

## Boxsets
| Jahr | Titel Musiklabel                             | Höchstplatzierung, Gesamtwochen, AuszeichnungChartplatzierungen (Jahr, Titel, Musiklabel, Platzierungen, Wochen, Auszeichnungen, Anmerkungen) | Höchstplatzierung, Gesamtwochen, AuszeichnungChartplatzierungen (Jahr, Titel, Musiklabel, Platzierungen, Wochen, Auszeichnungen, Anmerkungen) | Höchstplatzierung, Gesamtwochen, AuszeichnungChartplatzierungen (Jahr, Titel, Musiklabel, Platzierungen, Wochen, Auszeichnungen, Anmerkungen) | Höchstplatzierung, Gesamtwochen, AuszeichnungChartplatzierungen (Jahr, Titel, Musiklabel, Platzierungen, Wochen, Auszeichnungen, Anmerkungen) | Höchstplatzierung, Gesamtwochen, AuszeichnungChartplatzierungen (Jahr, Titel, Musiklabel, Platzierungen, Wochen, Auszeichnungen, Anmerkungen) | Höchstplatzierung, Gesamtwochen, AuszeichnungChartplatzierungen (Jahr, Titel, Musiklabel, Platzierungen, Wochen, Auszeichnungen, Anmerkungen) | Anmerkungen                             |
| Jahr | Titel Musiklabel                             | DE | AT | CH | UK | US | IE | Anmerkungen                             |
| ---- | -------------------------------------------- | --- | --- | --- | --- | --- | --- | --------------------------------------- |
| 1996 | The Enya Collection WEA Records (WMG)        | — | — | — | — | — | — | Erstveröffentlichung: 30. November 1996 |
| 1997 | A Box of Dreams WEA Records (WMG)            | — | — | — | — | — | — | Erstveröffentlichung: 8. Dezember 1997  |
| 2002 | Only Time – The Collection WEA Records (WMG) | DE93 (1 Wo.)DE | — | — | — | — | — | Erstveröffentlichung: 5. November 2002  |

grau schraffiert: keine Chartdaten aus diesem Jahr verfügbar

## Promoveröffentlichungen
| Jahr | Titel Album                               | Anmerkungen                                                  |
| ---- | ----------------------------------------- | ------------------------------------------------------------ |
| 1995 | China Roses The Memory of Trees           | Erstveröffentlichung: 1995                                   |
| 2005 | If I Could Be Where You Are Amarantine    | Erstveröffentlichung: 2005                                   |
| 2006 | The Magic of the Night Christmas Secrets  | Erstveröffentlichung: 2006                                   |
| 2006 | Someone Said Goodbye Amarantine           | Erstveröffentlichung: 27. Juni 2006                          |
| 2006 | Adeste fideles Christmas Secrets          | Erstveröffentlichung: 4. Dezember 2006 Original: Traditional |
| 2009 | Dreams Are More Precious And Winter Came… | Erstveröffentlichung: 2009                                   |
| 2009 | My! My! Time Flies! And Winter Came…      | Erstveröffentlichung: 2. Februar 2009                        |
| 2015 | So I Could Find My Way Dark Sky Island    | Erstveröffentlichung: 30. Oktober 2015                       |
| 2015 | The Humming Dark Sky Island               | Erstveröffentlichung: 13. November 2015                      |
| 2020 | Eclipse (2009 Remaster) A Box of Dreams   | Erstveröffentlichung: 2020                                   |
| 2020 | Portrait (Short Version) Enya             | Erstveröffentlichung: 2020                                   |
| 2020 | As baile (2008 Remaster) The Christmas EP | Erstveröffentlichung: 10. Juli 2020                          |

## Sonderveröffentlichungen

### Alben
| Jahr | Titel Musiklabel                             | Anmerkungen                                                       |
| ---- | -------------------------------------------- | ----------------------------------------------------------------- |
| 1996 | Shepherd Moons + Watermark WEA Records (WMG) | Erstveröffentlichung: 1996 Teil der „Up2“-Reihe                   |
| 1998 | The Celts + Watermark WEA Records (WMG)      | Erstveröffentlichung: 1998 Veröffentlichung nur in Frankreich     |
| 2020 | Oceans Warner Music (WMG)                    | Erstveröffentlichung: 28. August 2020 Teil von A Box of Dreams    |
| 2020 | Clouds Warner Music (WMG)                    | Erstveröffentlichung: 18. September 2020 Teil von A Box of Dreams |
| 2020 | Stars Warner Music (WMG)                     | Erstveröffentlichung: 23. Oktober 2020 Teil von A Box of Dreams   |

| Jahr | Titel Musiklabel                                                                                                 | Anmerkungen |
| ---- | --- | --- |
| 2006 | Christmas Secrets auch bekannt als: Sounds of the Season: The Enya Collection Rhino Records • Warner Music (WMG) | Erstveröffentlichung: 10. November 2006 Teil der „Sounds-of-the-Season“-Reihe + Amarantine (Special Christmas Edition) |

### Lieder
| Jahr | Titel Album                     | Anmerkungen                                                             |
| ---- | ------------------------------- | ----------------------------------------------------------------------- |
| 2004 | I Don’t Wanna Know Hurt No More | Erstveröffentlichung: 19. April 2004 Mario Winans feat. P. Diddy & Enya |

| Jahr | Titel Soundtrack zu                         | Anmerkungen                             |
| ---- | ------------------------------------------- | --------------------------------------- |
| 1992 | Book of Days In einem fernen Land           | Erstveröffentlichung: 26. Mai 1992      |
| 1992 | Ebudae Toys                                 | Erstveröffentlichung: 15. Dezember 1992 |
| 2001 | Only Time Sweet November                    | Erstveröffentlichung: 6. Februar 2001   |
| 2001 | May It Be Der Herr der Ringe: Die Gefährten | Erstveröffentlichung: 20. November 2001 |

## Statistik

### Chartauswertung
Die folgenden Statistiken bieten eine Übersicht der Charterfolge von Enya in den Album-, Musik-DVD- und Singlecharts. Es ist zu beachten, dass bei den Singles nur Interpretationen und keine Autorenbeteiligungen berücksichtigt wurden.
|                     | DE     | AT    | CH    | UK     | US    | IE    |
| ------------------- | ------ | ----- | ----- | ------ | ----- | ----- |
| Nummer-eins-Alben   | DE1DE  | AT1AT | CH—CH | UK1UK  | US—US | IE—IE |
| Top-10-Alben        | DE7DE  | AT6AT | CH8CH | UK9UK  | US5US | IE2IE |
| Alben in den Charts | DE11DE | AT9AT | CH9CH | UK10UK | US9US | IE6IE |

|                       | DE    | AT    | CH    | UK     | US    | IE     |
| --------------------- | ----- | ----- | ----- | ------ | ----- | ------ |
| Nummer-eins-Singles   | DE3DE | AT—AT | CH2CH | UK2UK  | US—US | IE1IE  |
| Top-10-Singles        | DE4DE | AT4AT | CH3CH | UK5UK  | US2US | IE5IE  |
| Singles in den Charts | DE8DE | AT7AT | CH7CH | UK16UK | US5US | IE12IE |

|                          | DE    | AT    | CH    | UK    | US    | IE    |
| ------------------------ | ----- | ----- | ----- | ----- | ----- | ----- |
| Nummer-eins-Videoalben   | DE—DE | AT—AT | CH—CH | UK—UK | US—US | IE—IE |
| Top-10-Videoalben        | DE—DE | AT—AT | CH—CH | UK1UK | US—US | IE—IE |
| Videoalben in den Charts | DE—DE | AT—AT | CH—CH | UK1UK | US—US | IE—IE |

### Auszeichnungen für Musikverkäufe
Das Lied Watermark wurde weder als Single veröffentlicht, noch erreichte es aufgrund von Downloads oder Streaming die Charts. Dennoch erhielt es eine Silberne Schallplatte für über 200.000 verkaufte Einheiten.
| Land/RegionAuszeichnungen für Musikverkäufe (Land/Region, Auszeichnungen, Verkäufe, Quellen) | Silber     | Gold       | Platin         | Diamant     | Verkäufe     | Quellen                                                         |
| -------------------------------------------------------------------------------------------- | ---------- | ---------- | -------------- | ----------- | ------------ | --------------------------------------------------------------- |
| Argentinien (CAPIF)                                                                          | —          | 3× Gold3   | 9× Platin9     | —           | 490.000      | capif.org.ar                                                    |
| Australien (ARIA)                                                                            | —          | 2× Gold2   | 27× Platin27   | —           | 1.960.000    | aria.com.au                                                     |
| Belgien (BRMA)                                                                               | —          | 2× Gold2   | 11× Platin11   | —           | 550.000      | ultratop.be                                                     |
| Brasilien (PMB)                                                                              | —          | 2× Gold2   | 6× Platin6     | —           | 1.650.000    | pro-musicabr.org.br                                             |
| Dänemark (IFPI)                                                                              | —          | 4× Gold4   | 3× Platin3     | —           | 285.000      | ifpi.dk                                                         |
| Deutschland (BVMI)                                                                           | —          | 10× Gold10 | 9× Platin9     | —           | 4.900.000    | musikindustrie.de                                               |
| Europa (IFPI)                                                                                | —          | —          | 11× Platin11   | —           | (11.000.000) | ifpi.org (Memento vom 1. Januar 2014 im Internet Archive)       |
| Finnland (IFPI)                                                                              | —          | 2× Gold2   | —              | —           | 57.923       | ifpi.fi                                                         |
| Frankreich (SNEP)                                                                            | —          | 6× Gold6   | Platin1        | Diamant1    | 1.108.333    | infodisc.fr snepmusique.com                                     |
| Griechenland (IFPI)                                                                          | —          | —          | 3× Platin3     | —           | 60.000       | Einzelnachweise                                                 |
| Hongkong (IFPI/HKRIA)                                                                        | —          | —          | Platin1        | —           | 20.000       | ifpihk.org                                                      |
| Irland (IRMA)                                                                                | —          | Gold1      | 3× Platin3     | —           | 52.500       | irishcharts.ie                                                  |
| Italien (FIMI)                                                                               | —          | 4× Gold4   | Platin1        | —           | 250.000      | fimi.it                                                         |
| Japan (RIAJ)                                                                                 | —          | 3× Gold3   | 11× Platin11   | 2× Diamant2 | 4.700.000    | riaj.or.jp                                                      |
| Kanada (MC)                                                                                  | —          | Gold1      | 18× Platin18   | —           | 1.780.000    | musiccanada.com                                                 |
| Mexiko (AMPROFON)                                                                            | —          | 2× Gold2   | —              | —           | 125.000      | amprofon.com.mx                                                 |
| Neuseeland (RMNZ)                                                                            | —          | 6× Gold6   | 20× Platin20   | —           | 372.500      | aotearoamusiccharts.co.nz NZ2                                   |
| Niederlande (NVPI)                                                                           | —          | 2× Gold2   | 7× Platin7     | —           | 630.000      | nvpi.nl                                                         |
| Norwegen (IFPI)                                                                              | —          | Gold1      | Platin1        | —           | 55.000       | ifpi.no (Memento vom 5. November 2012 im Internet Archive)      |
| Österreich (IFPI)                                                                            | —          | 2× Gold2   | 3× Platin3     | —           | 185.000      | ifpi.at                                                         |
| Polen (ZPAV)                                                                                 | —          | 4× Gold4   | Platin1        | —           | 170.000      | olis.pl                                                         |
| Portugal (AFP)                                                                               | —          | —          | 4× Platin4     | —           | 50.000       | Einzelnachweise                                                 |
| Russland (NFPF)                                                                              | —          | Gold1      | —              | —           | 10.000       | 2m-online.ru (Memento vom 15. Februar 2009 im Internet Archive) |
| Schweden (IFPI)                                                                              | —          | 2× Gold2   | 4× Platin4     | —           | 370.000      | sverigetopplistan.se                                            |
| Schweiz (IFPI)                                                                               | —          | 3× Gold3   | 8× Platin8     | —           | 395.000      | hitparade.ch                                                    |
| Spanien (Promusicae)                                                                         | —          | 6× Gold6   | 19× Platin19   | —           | 2.050.000    | elportaldemusica.es                                             |
| Ungarn (MAHASZ)                                                                              | —          | Gold1      | Platin1        | —           | 7.000        | slagerlistak.hu                                                 |
| Vereinigte Staaten (RIAA)                                                                    | —          | Gold1      | 30× Platin30   | —           | 30.974.000   | riaa.com                                                        |
| Vereinigtes Königreich (BPI)                                                                 | 7× Silber7 | 4× Gold4   | 19× Platin19   | —           | 8.722.000    | bpi.co.uk                                                       |
| Insgesamt                                                                                    | 7× Silber7 | 77× Gold77 | 231× Platin231 | 3× Diamant3 |              |                                                                 |